# Novell DOS
Novell DOS était l'alternative de la société Novell au système d'exploitation MS-DOS avec lequel il était compatible. Ce système d'exploitation était conçu comme un DOS pour postes de travail sur les réseaux Novell. Cette entreprise a développé deux versions de son système Novell DOS, les versions 6 et 7 qui sont elles-mêmes des améliorations de la version 6 de DR-DOS.